# The Real McKenzies (album)
The Real McKenzies is het gelijknamige debuutalbum van de Canadese punkband The Real McKenzies. Het album werd oorspronkelijk op cd uitgegeven op 16 april 1995 door IFA Records, maar werd later nog drie keer heruitgegeven door andere labels. In 2001 werd het heruitgegeven via het Duitse platenlabel Social Bomb Records en verscheen het voor de eerste keer op vinyl. In 2009 werd het heruitgegeven door het Russische label Flexidisc. In 2011 werd het opnieuw heruitgegeven door Social Bomb Records in Duitsland en door Punk Classics elders in Europa. Geen van nieuwe versies bevat bonustracks.

## Nummers
1. "Scots Wha' Ha'e" - 2:58
2. "Loch Lomond" - 3:09
3. "Raise Yer Glass" - 2:28
4. "Skye Boat Song" - 2:51
5. "Sawney Beane Clan" - 2:45
6. "Outta Scotch" (cover van "Out of Luck", Pointed Sticks) - 2:15
7. "Scottish and Proud" - 2:55
8. "Kilt" (cover van "Kill", Alberto y Lost Trios Paranoias) - 1:35
9. "Pliers" ("Pliers" is een cover van "Fire", Jimi Hendrix) - 1:56
10. "My Bonnie" - 3:23